# Langley (Karolina Południowa)
Langley – jednostka osadnicza w Stanach Zjednoczonych, w stanie Karolina Południowa, w hrabstwie Aiken.